# L’Échelle-Saint-Aurin
L’Échelle-Saint-Aurin – miejscowość i gmina we Francji, w regionie Hauts-de-France, w departamencie Somma.
Według danych na rok 1990 gminę zamieszkiwały 62 osoby, a gęstość zaludnienia wynosiła 12 osób/km² (wśród 2293 gmin Pikardii L’Échelle-Saint-Aurin plasuje się na 935. miejscu pod względem liczby ludności, natomiast pod względem powierzchni na miejscu 858.).